# Tara (Irtis)
A Tara (oroszul: Тара) folyó Nyugat-Szibériában, Oroszország Omszki- és Novoszibirszki területén, az Irtis jobb oldali mellékfolyója.

## Földrajz
Hossza: 806 km, vízgyűjtő területe: 18 300 km², átlagos vízhozama: 42 m³/s.
A Vaszjugan-alföld egyik kis tavából ered 140 m tengerszint feletti magasságban. A Novoszibirszki terület északnyugati részén folyik végig délnyugati irányba, majd az Omszki terület Muromcevo településénél északnyugat felé fordul és Uszty-Tara mellett ömlik az Irtisbe, 1470 km-re annak torkolatától. Medre a felső és a középső folyásán 30–65 m, a torkolatnál 120 m széles. Torkolatvidéken völgye összeolvad az Irtis völgyével. 
Alföldi jellegű, lassan kanyargó folyó, vízgyűjtő területének 50%-a  mocsaras vidék. Partjain számos kisebb település, falu helyezkedik el. 
Hosszabb, jobb oldali mellékfolyója a Cseka (295 km) és a Majzasz (168 km).